# Zloćudne bolesti dečjeg uzrasta
Zloćudne bolesti dečjeg uzrasta spadaju u retke bolesti, sa svega 1% od ukupnog broja obolelih od raka. Na globalnom nivou, samo u 2012. godini kod 3.450.000 ljudi dijagnostikovana neka zloćudna (maligna) bolest. Porast incidenca karcinoma i povećan broj novoobolele dece i odraslih svakako se jednim delom može pripisati i preciznijoj dijagnostici. S druge strane, mortalitet se značajno smanjuje, zahvaljujući ranoj detekciji, preciznijoj subklasifikaciji bolesti i savremenim modalitetima lečenja.

## Epidemiologija
Morbiditet
Na globalnom nivou incidencu raka je oko 150/1.000.000 dece godišnje. U Evropi na godišnjem nivou oboli oko 15.000, dok se procenjuje da u svetu, u istom vremenskom okviru, taj broj iznosi oko 200.000 dece i adolescenata. Broj novoobolele dece od raka godišnje u Srbiji iznosi oko 300.
Najučestaliji malignitet dečje dobi su akutne leukemije (32%), među kojima je najčešća akutna limfoblastna leukemija (ALL), koja čini ¾ svih obolelih od akutnih leukemija. Slede tumori centralnog nervnog sistema (CNS), limfomi i potom različiti solidni tumori.
Uzrast dece
U odnosu na uzrast u momentu dijagnoze, različita je zastupljenost određenih malignih bolesti. U ranom odojačkom i predškolskom uzrastu dominiraju tumori embrionalnog porekla (neuroblastom, nefroblastom, retinoblastom i hepatoblastom), dok se u adolescenciji češće javljaju limfomi, tumori centralnog nervnog sistema i tumori germinativnih ćelija.
Polne razlike
Distribucija maligniteta je različita i u odnosu na pol: kod dečaka se češće javljaju ALL, ne-Hočkinski limfom (NHL) i koštani tumori, dok kod devojčica prednjače tumori tiroidee.
Procenat izlečenja/preživljavanja
Danas se, zahvaljujući preciznoj dijagnostici i individualizaciji terapije prema strogo definisanoj stratifikaciji rizika, postiže ukupno izlečenje u dece sa malignim bolestima od oko 85% u visoko razvijenim zemljama, i oko 70% u zemljama u razvoju. U Srbiji, kao i u svetu, zabeležen je porast stope preživljavanja. Rezultati studije kod dece sa ALL, sprovedene u periodu od 1995-2002. godine, su ukazali na preživljavanje od 70%. a u narednom studijskom periodu, od 2002-2009. godine, zahvaljujući učešču u internacionalnim randomizovanim studijama, taj procenat se popeo na 82%.
U odnosu na vrstu maligne bolesti, u tabeli ispod prikazan je procenat preživljavanja u razvijenim zemljama. Iako u Evropi trenutno živi i radi oko 400.000 ljudi koji su u detinjstvu izlečeni od različitih malignih bolesti. Međutim, bez obzira na ohrabrujuće rezultate, rak je i dalje vodeći uzrok smrtnosti u pedijatrijskoj populaciji nakon prve godine života.
| Procenat preživljavanja u odnosu na različite maligne bolesti dece | Procenat preživljavanja u odnosu na različite maligne bolesti dece |
| ------------------------------------------------------------------ | ------------------------------------------------------------------ |
| Retinoblastom                                                      | 99%                                                                |
| Hočkinov sindrom                                                   | 97%                                                                |
| Akutna limfoblastna leukemija                                      | 90%                                                                |
| Nefroblastom                                                       | 90%                                                                |
| Ne-Hodčkinov limfom                                                | 85%                                                                |
| Neuroblastom                                                       | 79%                                                                |
| Tumori lobanjske duplje                                            | 75%                                                                |
| Evingov sarkom                                                     | 72%                                                                |
| Osteosarkom                                                        | 71%                                                                |
| Akutna mijelocitna leukemija                                       | 64%                                                                |
| Rabdomiosarkom                                                     | 64%                                                                |

## Etiopatogeneza dečjih zloćudnih bolesti
I pored napretka medicine i dalje je kod većine zloćudnih (malignih) bolesti etiologija nedovoljno jasna. Da bi se razumeo proces nastanka malignog oboljenja, potrebno je sagledati prirodu i ponašanje maligne ćelije. Naime u humanom organizmu svakodnevno se odigravaju procesi na ćelijskom nivou, u kojima su moguće i određene anomalije. One su u najvećem broju slučajeva koriguju ispravljanjem gena za popravku DNK (DNA repair gen), i ne dovode do posledica. Međutim, bilo koje greške koje nisu ispravljene mogu da dovedu do razvoja zločudne (maligne) alteracije ćelije.
Samo jedna greška nije dovoljna, što je 1953. godine kao hipotezu postavio Carl Nording, a potom je 1971. godine razvio Alfred Knudson (Knudsonova „two-hit“ hipoteza ili hipoteza dva udarca), na primeru retinoblastoma — u kojoj se navodi da se prvi „udarac” dešava u germinativnoj ćeliji roditelja, drugi u germinativnoj ćeliji bolesnika, što rezultuje stvaranjem tumora.
Teorija multiplih mutacija je i danas aktuelna - kancerogeneza zavisi od aktivacije protoonkogena (gena koji stimulišu proliferaciju) i deaktivacije tumor supresornih gena (gena koji je kontrolišu). Tumor supresorni geni kodiraju proteine tako što suprimiraju rast ćelija na više načina:
- slanjem signal ćeliji da uspori i zaustavi deobu,
- uticajem na popravku oštećenih ćelija i
- kontrolom apoptoze.

Rekombinacioni sistem, odgovoran za normalne somatske rearanžmane, povećava učestalost aberantnih rekombinacionih događaja, što može dovesti do mutacije u genima uključenim u regulaciju tri važna ćelijska procesa: proliferaciju, diferencijaciju i/ ili apoptozu, sa posledičnom malignom transformacijom ćelije. Na osnovu iznetog može se zaključiti da:
Mutacije u bilo kom momentu, bilo koje funkcije ćelije, mogu dovesti do kancerogeneze. Heterogenost mutacija kod raka, je prema brojnim istraživanjima jako važna i smatra se da rak predstavlja „100 različitih bolesti“. Ispitivanja upućuju da frekvenca mutacija varira više od 1.000 puta između najniže i najviše među različitim malignitetima, ali i unutar nekoliko vrsti tumora, što daje odgovor na pitanje zašto svi oboleli ne reaguju pozitivno na primenjenu terapiju.
Kongenitalne anomalije i zloćudni tumori
Specifičnost pedijatrijske hematologije i onkologije je i u povezanosti sa određenim kongenitalnim sindromima, koji mogu biti hereditarnog karaktera ili dovesti do veće učestalosti kancera unutar jedne porodice. Brojne su anomalije i sindromi koji koreliraju sa malignitetima dečjeg uzrasta, kao i veća incidenca različitih vrsta raka kod dece sa urođenim hromozomskim anomalijama, kao što su numeričke mutacije. Jedan od primera je veća incidenca ALL i akutne mijeloidne leukemije (AML) kod dece sa Daunovim sindromom.

## Klinička slika dece obolele od raka
Simptomi i znaci zloćudnih bolesti po svojoj prezentaciji u dečjem uzrastu vrlo često su nespecifični, polimorfni, mogu trajati od par dana do par meseci. Pogotovo je teško na osnovu kliničke slike posumnjati na zloćudnu bolest, kod odojčeta ili ranom detinjstvu, kada deca ne mogu da opišu svoje tegobe.
| Karakteristični znaci i simptomi kod dece obolele od raka | Karakteristični znaci i simptomi kod dece obolele od raka | Karakteristični znaci i simptomi kod dece obolele od raka |
| „A” simptom/ znak bolesti                                 | „B” simptom/ znak bolesti                                 | Karakteristike simptoma/znaka bolesti |
| --------------------------------------------------------- | --------------------------------------------------------- | --- |
| Bol                                                       |                                                           | Bol je jedan od najčešćih simptoma u pedijatriji i najčešće prvi simptom bolesti kod većine solidnih tumora. Deca se često žale na različite vrste bolova, a u mlađem uzrastu ne postoji varijetet opisa tegoba, tako da pod terminom bol prolaze i razne druge neprijatne senzacije. Međutim, na ponavljani bol, koje dete uporno lokalizuje na jednom mestu, bez jasno vidljivog otoka ili promene boje kože svakako treba obratiti pažnju. Bolovi u kostima mogu da predstavljaju „bol rasta“, koji je fiziološki, ali takođe mogu da budu prvi simptom bolesti, npr. kod akutnih leukemija ili infiltracije koštane srži nemalignim ćelijama hematopoeze. |
| Prtelom kosti                                             |                                                           | Prelom kostiju, je ćest simptom kod deteta koje prethodno nije bilo sklono povređivanju. On ukazuju na zločudnost bolesti (malignitet). |
|                                                           | Gubitak telesne mase                                      | Jedan je od prvih znakova zločudne bolesti je gubitak telesne težine, čemu prethodi gubitak apetita. U dečjem uzrastu se beleži veliki prirast u telesnoj masi i dužini/visini, tako da se svaki gubitak ili stagnacija shvataju ozbiljno. U dijagnostici je značajno objektivno sagledati gubitak telesne mase, jer roditelji nekada imaju utisak da dete gubi na težini kada ima najveći longitudinalni rast, ili su utiska da je apetit oslabljen, kada nemaju uvid u obroke deteta van kuće. Precizno merenje telesne visine i težine i računanje gubitka prema percentilima za uzrast i pol su jedini ispravan način da se objektivizuju anamnestički podaci. |
|                                                           | Telesna temperatura                                       | Pored bola, jedan od najčešćih stanja u pedijatriji je povišena telesna temperatura. Imajući u vidi da deca provode vreme u kolektivima (obdaništa, škole, igraonice), gde su podložna različitim infekcijama, koje su često praćene febrilnošću, ona nije jasan znaka zločudne infekcije. Tek ako je temperatura intermitentnog toka, sa skokovima koji nisu septični (od 37,5-38,5°C), najčešće u večernjim časovima, treba posumnjati na malignitet. U tom smislu kod telesne temperature, potrebno je objektivizovati febrilnost, preciznim merenjem adekvatnim toplomerima prema uzrastu deteta. |
|                                                           | Noćno preznojavanje                                       | Takođe je znak koji može biti fiziološki, jer roditelji često utopljavaju svoju decu, ali može biti jedan od simptoma zloćudne bolesti. |
| Krvarenje/hemoragija                                      |                                                           | Neuobičajena pojava hemoragijskog sindroma u koži i vidljivim sluzokožama (hematomi, petehije, ekhimoze), koji ne odgovara stepenu udarca, može da bude prvi znak raka, najčešće akutnih leukemija. Takođe, akutno ponavljano krvarenje (gingivoreja, epistaksa, hematohezija, hematurija), bez znaka erozije sluzokože i u odsustvu drugih stanja koja mogu biti uzrok, bude sumnju na zločudnu bolest. |
|                                                           | Promene u usnoj duplji                                    | Mogu biti prvi znak maligniteta. |
| Pojava tumefakta                                          |                                                           | Pojava tumefakta, dostupnog inspekciji ili palpaciji (glava, vrat, abdomen, pelvis, ekstremiteti, testisi), kao i generalizovane limfadenopatije, zahteva evaluaciju, što se vizuelizuje dopunskim testovima. Lokalizovana limfadenopatija je jedan od najčešćih uzgrednih nalaza u pedijatriji - u skoro polovine dece se na redovnim pregledima palpiraju limfni čvorovi, koji nemaju maligni karakter. Posledica su najčešće infekcija gornjih respiratornih puteva, ili infektivnih procesa u usnoj duplji. Međutim, unilateralna limfadenopatija, limfni čvorovi u paketu, tvrde konzistencije, nepokretni, koji prelaze promer koji odgovara lokalizacij i uzrastu, zaslužuju pregled dečjeg hematoonkologa. Takva stanja su prikazana na slikama 10-14. Uvećanje slezine i/ili jetre su nespecifični znaci, koji mogu da budu pristuni kod različitih stanja (infektivna mononukleoza, bolesti deponovanja, hemolizne anemije), ali mogu da budu prominentni ukazatelj na malignitet. |
| Oftalmološki znaci                                        |                                                           | Oni su specifični za određene maligne bolesti. Novonastali strabizam, slepilo, protruzija bulbusa, hematom ispod oka (nezavisan od udarca), leukokorija, ptoza, diplopije pobuđuju sumnju na maligni proces. |
| Neurološki ispadi                                         |                                                           | Oni se ispoljavaju u vidu promene ponašanja, ravnoteže, hoda, razvoja, glavobolje i porasta lobanje su simptomi i znaci koji mogu da budu prominentni kod zloćudne bolesti u dece. |

## Dijagnostika dečjeg maligniteta
Sumnjom na zloćudnu bolest kod deteta, započinje se složen dijagnostički proces, koji nije uniforman, već se na osnovu anamneze i kliničke slike usmerava prema određenoj vrsti maligne bolesti.
Ukoliko dete nije vitalno ugroženo, ili kada stanje deteta diktira uslove dijagnostike, poštuje se algoritam u odnosu na bolest koja se ispituje. Analize se usmeravaju u odnosu na sumnju na konkretnu zloćudnu bolest, jer nije medicinski ispravno uzorkovanje velike količine krvi i anemiziranje deteta pred početak lečenja.

### Laboratorijski testovi
U dečjem uzrastu postoje fiziološki varijeteti različitih analiza u odnosu na uzrast i pol, zbog čega je potrebno precizno tumačiti dobijene vrednosti. Na primer broj leukocita u prvom danu života može biti fiziološki veći i do pet puta u odnosu na vrednosti u adolescenciji.
U laboratorijske pretrage takođe spadaju imunofenotipizacija maligno alterisanih ćelija metodom protočne citometrije (FC - flow citometry), citogenetske analize iz kariotipa periferne krvi ili koštane srži, molekularno genetske analize periferne krvi, koštane srži ili tumorskog tkiva.
U najčešće genetske analize spadaju konvencionalna citogenetika, fluorescentna in situ hibridizacija (FISH), metoda lančane polimerizacije (PCR - polimerase chain reaction) i različiti DNK/RNK eseji.
Među laboratorijske analize spada i patohistološki pregled bioptata tumorskog tkiva ili koštane srži, sa imunohistohemijskim bojenjima koje bliže određuju profil maligne bolesti.

### Radiološki testovi
Radiološki testovi su, pored laboratorijskih, neophodni u dijagnostici zloćudnih (malignih) bolesti, ne samo u smislu lokalizacije tumora i stepena njegove zahvećenosti okolnih struktura, već i zbog pravilnog određivanja stadijuma, odnosno procene raširenosti bolesti. Na primer jasno prisustvo infiltracije osnovne bolesti ispod dijafragme kod dece sa Hočkinovim limfomom ih svrstava u više kliničke stadijume bolesti.
Radiološke metode, koje se koriste u dijagnozi deečjeg maligniteta su:
- radiografija,
- ultrasonografija,
- kontrastna multislajsna kompjuterizovana tomografija,
- nuklearna magnetna rezonanca,
- radioizotopska scintigrafija,
- pozitronska emisiona tomografija (PET-SCAN).

Pri ovim testovima maksimalno se izbegava prekomerno snimanje i optimizuje se način radiološkog praćenja odgovora na primenjenu terapiju, jer su savremene studije ukazale na povećan broj maligniteta kod dece koja su prethodno bila izložena x-zračenju.

## Lečenje zloćudnih bolesti kod dece
Lečenje zloćudnih bolesti u dečjem uzrastu je vrlo kompleksno i sprovodi se u specijalizovanim tercijarnim zdravstvenim centrima.
Jedna od osnovnih strategija lečenja dece je da provedu što manje vremena u bolnici, zbog čega većina dece, kada to stanje dozvoli, prima terapiju, u svojim kućama ili preko dnevne bolnice.
Trajanje lečenja takođe zavisi od dijagnoze osnovne bolesti i stepena njene raširenosti, kao i procene odgovora na već primenjenu terapiju (npr leukemije se leče oko 2 godine, dok se većina solidnih tumora leči u proseku oko 6-9 meseci).
Mogući ishodi terapije su:
- kompletno izlečenje, bolest pod kontrolom (parcijalan odgovor na primenjene modalitete lečenja),
- recidiv (ponovna pojava bolesti nakon izlečenja),
- progresija bolesti (porast tumorskog resta, koji je prethodno bio pod kontrolom)
- metastatski proces, terminalna faza i smrt.[13]

## Komplikacije
Iako je stopa preživljavanja dece obolele od raka vrlo visoka, lečenje je povezano sa brojnim komplikacijama, Broj i intenzitet komplikacija zavisi od:
- Grupe rizika i stadijuma bolesti. Što je viši stadijum/grupa rizika, to je veći broj primenjenih lekova i njihova kumulativna doza. Takođe, uznapredovala bolest utiče na broj operacija i stepen njihove mutilantnosti. Sa odmaklim stadijumom/ grupom rizika raste i potreba za RT i TMĆH, koje su, obe, povezane sa dodatnim sekvelama.
- Raširenosti bolesti koja značajno smanjuje procenat preživljavanja i povećava troškove lečenja. Najnoviji podaci velikih internacionalnih studija ukazuju da čak oko 60% adulta ima makar jedan hroničan problem kao posledicu lečenja maligniteta u pedijatrijskom uzrastu, a 30% dugotrajne sekvele.[5]

### Podela
Komplikacije se dele na: urgentne, akutne i kasne.
Urgentne komplikacije
Nastaju od same bolesti: sindrom lize tumora kod hiperleukocitoze u ALL, sindrom gornje šuplje vene kod limfoma lokalizovanog u prednjem medijastinumu, diseminovana intravaskularna koagulopatija (DIK) kod promijelocitne leukemije, kompresija različitih tumora na vitalne organe.
Akutne komplikacije
Mogu da budu blage i životno ugrožavajuće, a kasne mogu da budu prolazne i trajne. Akutne komplikacije se dele po zahvaćenim organima i sistemima i tako su predstavljene na tabeli
Kasne komplikacije
One takođe zahvataju brojne organe i sisteme, na prvom mestu: bubrege, jetru, štitastu žlezdu, utiču na neurološki, hormonski i kognitivni status.
Uticaj na potomstvo
Jedna od ključnih briga roditelja dece obolele od raka jeste pitanje njihovog potomstva. Plodnost je vrlo verovatna kod većine pacijenata nakon završenog lečenja, ali nije zagarantovana. Zavisi od stadijuma/grupe rizika, a samim tim i modaliteta lečenja. Operativni zahvat u cilju izlečenja maligne bolesti koji direktno ugrožava fertilitet (npr. orhiektomija, ovariektomija), zračna terapija pelvisa, primena određenih citostatskih agenasa i TMĆH, značajno smanjuju šanse za potomstvo. Postoji mogućnost da se izvrši krioprezervacija jajnih ćelija ili semene tečnosti pre početka lečenja, u cilju kasnije fertilizacije.

### Prevencija komplikacija
Potreba da se deca koja se izleče od raka prate kroz dug vremenski period, od strane visokospecijalizovanih lekara, odavno je prepoznata. Iz tog razloga su oformljene internacionalne grupe za praćenje kasnih efekata lečenja pedijatrijske populacije sa malignim bolestima i kada pređu u adultni uzrast. Jedna od najprominentnijih je PanCare (Pan-European network of professionals, survivors and their families) koja kroz odgovarajuće platforme, kao što je npr. LESS (Late effects surveillance system) registruje sve neželjene efekte terapije i pravi brojne programe koji imaju za cilj da spreče ili ublaže ozbiljne sekvele lečenja i održe adekvatan kvalitet života.

## Literatura
- Jelena Lazić, Maligne bolesti u pedijatrijskom uzrastu, Pregledni radovi, Medicinski podmladak, Izdanje 65 | Broj 1-2, Decembar (2014). стр. 1—14.

## Spoljašnje veze
|  | Molimo Vas, obratite pažnju na važno upozorenje u vezi sa temama iz oblasti medicine (zdravlja). |